# Брунелла Каррафеллі
Брунелла Каррафеллі (італ. Brunella Carrafelli, 16 вересня 1977) — італійська синхронна плавчиня.
Учасниця Олімпійських Ігор 1996 року, де в змаганнях груп у складі своєї збірної посіла 6-те місце.